# 아뇨나
아뇨나(이탈리아어: Agnona)는 이탈리아의 패션하우스이자 원단 생산업체이며, 홈 퍼니싱 회사이다. 1953년 프란체스코 일로리니 모에 의해 설립되었으며, 이후 알베르토 일로리니가 회사를 이끌다, 1999년 에르메네질도 제냐 그룹의 일원이 되었다. 아뇨나는 원래 다른 패션하우스에 원단으로 공급하는 울 제조 업체였으며, 1970년대에 스스로 독자적인 패션 하우스가 되었다.

## 역사
아뇨나는 1953년 프란체스코 일로리니 모에 의해서 설립되었으며, 회사는 이탈리아의 보르고세시아에 있었다. 설립 이후 현재까지, 아뇨나는 전 세계의 여러 패션 디자이너들에게 원단을 공급하고 있다. 아뇨나의 원단을 사용한 초기 고객들 중에는 발렌시아가, 발망, 피에르 가르뎅, 샤넬 등이 있다. 프란체스코 일로리니 모의 아들인 알베르토 일로리니가 회사를 이어받아, 후에 회장까지 오르게 되며, 1999년 에르메네질도 제냐 그룹에 인수된 이후에도 회장직을 유지했다.

## 원단
처음에는 유럽 내에서만 판매를 했던 아뇨나는, 일로리니가 시장 확장을 위해 개인적으로 일본을 방문한 후인, 1960년에 일본에서 원단 판매를 시작했다. 1961년에는 미국 시장에도 진출했다. 1960년대 후반부터 아뇨나는 이탈리아 외에서 원단 소재가 되는 원사를 확보하기 위해서 세계 각지를 탐문하기 시작했고, 남미와 중국, 오스트레일리아(호주) 그리고 티베트 등지에서 원사를 수입하기 시작했다. 또한 아뇨나는 원단 확보를 위해서 여러 해외 업체들의 지분을 인수했다.
아뇨나는 약 5천 종류의 서로 다른 울을 생산한다. 아뇨나가 생산하는 울 원단에는 캐시미어, 모헤어, 낙타, 알파카, 비쿠냐 등이 있다. 1997년 기준으로 아뇨나의 원단을 사용하는 고객 중에는 랄프 로렌, 캘빈 클라인, 샤넬, 이브 생로랑, 지아니 베르사체, 질 샌더, 에스카다, 휴고 보스, 디오르, 에르메스, 발렌티노, 지안프랑코 페레, 조이스, 산요, 마크 제이콥스 등이 있다. 또한 아뇨나는 비쿠냐 울의 판매와 마케팅에 관한 독점권을 가지고 있는 국제 비쿠냐 컨소시엄의 회원이기도 하다.

## 어패럴
아뇨나에는 어패럴과 섬유 사업부가 있다. 어패럴과 홈 퍼니싱 사업부는 1970년대에 시작되었으며, 기성복 패션과 니트웨어 그리고 홈 컬렉션 아이템 등을 포함하고 있다. 액세서리 라인에는 스카프, 타이, 숄 등의 아이템들이 있다. 아뇨나가 판매하는 의류에는 코트와 청바지, 스커트와 드레스 외에 여러 제품들이 있다. 이 사업부분의 책임자 중 한 사람은 로베르토 요리오 필리이며 그는 후에 캘빈 클라인의 경영에도 참여했다.
1990년대 후반에, 아뇨나는 자사 제품의 판매를 위해 백화점 판매뿐만 아니라 독립 매장을 오픈하기 시작했다. 1990년대 미국 내 판매망에는 니먼 마커스, 버그도프 굿맨, 삭스 피프스 에비뉴 그리고 바니스 뉴욕 등이 있었다. 1997년에 미국 뉴욕에 최초의 독립 부티크를 오픈 했다. 그 이전에 아뇨나는 밀라노에 지분 100%를 소유한 부티크를 오픈했다. 또한 아뇨나는 오사카와 도쿄에 프랜차이즈 부티크를 개설했다. 아뇨나는 1999년 니트웨어 사업부의 확대를 위해 제냐 그룹에 인수되었다.
2001년 1월, 마리오 지라우디가 아뇨나의 사장으로 임명되었다. 그 해에 회사의 매출액은 여성복이 50%, 남성복이 25% 그리고 홈 퍼니싱 부분이 25%를 차지하고 있었다. 그 이후 남성복 사업은 중단되었다. 2004년에 아뇨나의 의류들은 제냐 매장에서도 판매되기 시작했다. 그 이후 다니엘라 카타네오가 크리에이티브 디렉터가 되었다. 2006년, 군 요한손이 아뇨나의 여성복 디자이너로 임명되었다. 패션 하우스는 구찌 회장 도메니코 데 솔레와 아뇨나의 사장 토르드 본 드리센의 지도와 도움을 받았다. 그 해, 회사 수익의 90%는 어패럴 사업에서 나왔으며, 단 10%만이 원단 사업에서 나왔다.
2012년에서 2015년까지, 아뇨나 어패럴 사업부는 수석 디자이너로 스테파노 필라티를 영입했다. 그리고, 필라티는 카라 백 라인과 함께 액세서리 사업 부분을 확장시켰다. In May 2014, 알레산드라 카라가 회사의 최고경영자가 되었다.